# Sarah Reed
Sarah Lynne Reed (Londra, 22 giugno 1984 – Londra, Prigione di Holloway, 11 gennaio 2016) è stata una prigioniera britannica in attesa di rapporti psichiatrici prima di un eventuale processo. Una donna con una storia di problemi di salute mentale, e una vittima della brutalità della polizia pochi anni prima, la Reed è morta mentre era in custodia cautelare nella prigione di Holloway. In seguito si scoprì che il rifiuto delle cure mediche aveva portato alla sua morte e che non sarebbe stata in grado di difendersi.

## Storia personale
Era una donna nera di razza mista e i problemi di salute mentale iniziarono nel 2003 dopo la morte improvvisa della sua bambina. Insieme al padre della bambina, le furono consegnati i resti fasciati da portare alle pompe funebri in taxi. Nel 2012 la Reed fu vittima di un grave attacco da parte di un agente di polizia bianco, James Kiddie e ha subito due costole rotte. In seguito è stata condannata per il reato di taccheggio. Kiddie è stato perseguito e condannato per aggressione comune nel 2014. È stato licenziato dalla polizia metropolitana. L'ufficiale aveva due precedenti denunce confermate presentate contro di lui, la seconda per commenti discriminatori formulati nel 2011.
Mentre si trovava nell'ospedale psichiatrico di Maudsley nel 2014, la Reed disse alla sua famiglia di essere stata aggredita sessualmente da un paziente maschio anziano; alcuni rapporti dicono che si sia trattato di un caso di tentato stupro. Dopo aver agito per autodifesa, è stata accusata di lesioni personali gravi intenzionalmente e detenuta nella Prigione di Holloway in custodia cautelare da ottobre 2015 per una valutazione psichiatrica per determinare se fosse in grado di difendersi al processo. Il rapporto non era stato scritto al momento della sua morte, avvenuta nel gennaio 2016, né era stata inviata una lettera per garantire il suo trasferimento in una struttura psichiatrica sicura più adeguata. I suoi farmaci antipsicotici furono ridotti per altri timori di salute, ma non furono sostituiti con nulla. La sua salute peggiorò. Il monitoraggio della Reed da parte del personale è stato ridotto da due a una volta all'ora quando è stata spostata in un'unità diversa, sebbene si sapesse che si era autolesionata in passato: la Reed era considerata a basso rischio.
L'11 gennaio 2016 nell'ala medica della prigione di Holloway, la Reed fu trovata incosciente sul suo letto di prigione con strisce di lino intorno al collo. Il Ministero della Giustizia dichiarò che la CPR era stata tentata, ma fu dichiarata morta poco dopo che era stata trovata. Soffriva di bulimia, di schizofrenia paranoide e di abuso di alcol e sostanze. Si tenne una veglia fuori dal carcere di Holloway nel febbraio 2016 il giorno del suo funerale.

## Inchiesta e questioni connesse
Il verdetto dell'inchiesta fu che la Reed si era uccisa autostrangolandosi. La giuria decise che era morta quando la sua mente era instabile, ma non fu in grado di determinare se la sua morte fosse intenzionale. Ritardi inaccettabili nelle cure mediche hanno contribuito alla sua morte.
Il carcere di Holloway è stato chiuso nel maggio 2016 dopo essere stato considerato inadeguato: una decisione ufficiale che era stata approvata dall'ispettorato del carcere, il cui rapporto dell'ottobre 2016 aveva criticato il lento trasferimento delle donne con problemi di salute mentale in ospedali sicuri. La Reed è stata l'ultima donna a morire nella prigione di Holloway; le notizie sul trattamento razzista dei prigionieri risalgono agli anni '80. Frances Crook, amministratore delegato della Howard League for Penal Reform, in un articolo per The Guardian su questo caso, ha affermato che la custodia cautelare delle donne nel Regno Unito è "scandalosamente alta". Il 70% delle donne detenute in questo modo non ricevono una pena detentiva dopo il processo.